# Championnats d'Afrique d'haltérophilie
Les Championnats d'Afrique d'haltérophilie sont une compétition d'haltérophilie où s'affrontent les représentants des pays africains dans le cadre d’un certain nombre d’épreuves. 
La première édition a lieu en mars 1979. Les femmes intègrent les championnats en 1998. 

## Éditions
| Édition    | Année | Ville hôte                       |
| ---------- | ----- | -------------------------------- |
| 1re        | 1979  | Le Caire, Égypte                 |
| 2e         | 1985  | Assouan, Égypte                  |
| 3e         | 1986  | Nairobi, Kenya                   |
| 4e         | 1988  | Le Caire, Égypte                 |
| 5e         | 1989  | Boufarik, Algérie                |
| 6e         | 1990  | Tripoli, Libye                   |
| 7e         | 1992  | Nairobi, Kenya                   |
| 8e         | 1993  | Le Caire, Égypte                 |
| 9e         | 1994  | Le Cap, Afrique du Sud           |
| 10e        | 1996  | Ismaïlia, Égypte                 |
| 11e        | 1997  | Port-Saïd, Égypte                |
| 12e        | 1998  | Alger, Algérie                   |
| 13e        | 2000  | Yaoundé, Cameroun                |
| 14e        | 2001  | Stellenbosch, Afrique du Sud     |
| 15e        | 2002  | Nairobi, Kenya                   |
| 16e        | 2004  | Tunis, Tunisie                   |
| 17e        | 2005  | Kampala, Ouganda                 |
| 18e        | 2006  | Casablanca, Maroc                |
| 19e        | 2008  | Strand, Afrique du Sud           |
| 20e        | 2009  | Kampala, Ouganda                 |
| 21e        | 2010  | Yaoundé, Cameroun                |
| 22e        | 2011  | Le Cap, Afrique du Sud           |
| 23e        | 2012  | Nairobi, Kenya                   |
| 24e        | 2013  | Casablanca, Maroc                |
| 25e        | 2015  | Brazzaville, République du Congo |
| 26e        | 2016  | Yaoundé, Cameroun                |
| 27e        | 2017  | Vacoas, Maurice                  |
| 28e        | 2018  | Mahébourg, Maurice               |
| 29e        | 2019  | Le Caire, Égypte                 |
| 30e Annulé | 2020  | Vacoas, Maurice                  |
| 30e        | 2021  | Nairobi, Kenya                   |
| 31e        | 2022  | Le Caire, Égypte                 |
| 32e        | 2023  | Tunis, Tunisie                   |
| 33e        | 2024  | Ismaïlia, Égypte                 |
| 34e        | 2025  | Moka, Maurice                    |